# Kanoíta
La kanoíta es un mineral de la clase de los inosilicatos, y dentro de esta pertenece al llamado "grupo de los piroxenos y subgrupo del clinopiroxeno. Fue descubierta en 1977 en Kumaishi, en la isla de Hokkaido (Japón), siendo nombrada así en honor del petrólogo japonés Hiroshi Kano.

## Características químicas
Es un inosilicato de cadena simple -como todos los piroxenos- de los metales manganeso y magnesio, y como el resto de clinopiroxenos cristaliza en sistema monoclínico. Es dimorfo con la donpeacorita, de igual fórmula química pero que cristaliza en sistema ortorrómbico.
Además de los elementos de su fórmula, suele llevar como impurezas: aluminio, hierro, calcio, sodio y potasio.

## Formación y yacimientos
En el yacimiento que se descubrió cortaba a rocas metamórficas con cummingtonita. 
Suele encontrarse asociado a otros minerales como: espesartina, cummingtonita mangánica y piroxmangita.